# Угрюмов, Герман Алексеевич
Ге́рман Алексе́евич Угрю́мов (10 октября 1948, Астрахань — 31 мая 2001, Ханкала, Чеченская Республика) — деятель органов государственной безопасности России. Начальник Департамента по защите конституционного строя и борьбе с терроризмом — заместитель директора Федеральной службы безопасности Российской Федерации (1999—2001), адмирал (2001), Герой Российской Федерации (2000).

## Молодые годы и служба на флоте
Родился 10 октября 1948 года в Астрахани в семье рабочего, участника Великой Отечественной войны. Русский. Рос и учился на станции Бишкиль Чебаркульского района Челябинской области. После окончания средней школы в 1964 году вновь уехал в Астрахань, где поступил в судоремонтное ПТУ № 6. После его окончания работал слесарем-дизелистом на Астраханском судоремонтном заводе имени В. П. Чкалова.
В Военно-Морском Флоте СССР с 1967 года. Окончил химический факультет Каспийского высшего военно-морского училища имени С. М. Кирова в городе Баку в 1972 году. Служил на Каспийской военной флотилии с 1972 года в должности старшего помощника командира, а с 1973 года — командира большого пожарного катера. Отличился при тушении большого пожара на Бакинских нефтяных промыслах, за что награждён медалью «За отвагу на пожаре».

## В КГБ СССР
В 1975 году в звании капитан-лейтенанта переведён на службу в органы контрразведки Комитета государственной безопасности СССР на Военно-морском флоте. В 1976 году окончил Высшую школу КГБ СССР в Новосибирске и направлен в особый отдел КГБ в Каспийском военно-морском училище имени С. М. Кирова, где вёл оперативную работу на факультете иностранных студентов. В 1979 году стал начальником особого отдела КГБ в этом училище.
В 1982—1985 годах — заместитель начальника, а в 1985—1992 годах — начальник Особого отдела КГБ Каспийской военной флотилии. Отличился в деятельности по обеспечению безопасности флотилии в условиях обострения межнациональных отношений в Закавказье и межэтнических столкновений, многочисленных вооружённых попыток захвата вооружения и военного имущества флотилии. Один из ведущих участников операции по выводу Каспийской флотилии и Каспийского военно-морского училища из Баку .

## В органах государственной безопасности России
С 1992 года — начальник отдела военной контрразведки Министерства безопасности Российской Федерации по Новороссийской военно-морской базе, тогда же присвоено звание капитан 1-го ранга. С 1993 года — начальник управления Федеральной службы контрразведки Российской Федерации по Тихоокеанскому флоту. Контр-адмирал (1993). В этой должности один из инициаторов привлечения к уголовной ответственности за шпионаж военного журналиста Г. М. Пасько. Впоследствии военный суд Тихоокеанского флота приговорил Г. Пасько по части 1 статьи 285 УК РФ («Злоупотребление служебным положением») к 1 году лишения свободы.
С 1998 года — в центральном аппарате ФСБ России, первый заместитель начальника Управления военной контрразведки ФСБ России, руководил органами контрразведки в Военно-морском флоте. В 1999 году — первый заместитель начальника 2-го Департамента ФСБ (защита конституционного строя и борьба с терроризмом), в ноябре того же года стал руководителем этого Департамента — заместителем директора ФСБ. В его подчинении состоял Центр специального назначения ФСБ, в который входили группы «Альфа» и «Вымпел». При непосредственном участии Угрюмова были разработаны и проведены специальные мероприятия в рамках контртеррористической операции в Северо-Кавказском регионе, в результате которых были обезврежены многие руководители и активные члены бандформирований. С его именем связывают, например, бескровное взятие Гудермеса в декабре 1999 года, захват Салмана Радуева в марте 2000 года, освобождение заложников в посёлке Лазаревское под Сочи в ноябре 2000 года. Вице-адмирал (2000).
21 января 2001 года Г. А. Угрюмов одновременно с ранее занимаемой должностью утверждён руководителем Регионального оперативного штаба ФСБ на Северном Кавказе. Согласно ряду публикаций в средствах массовой информации, 30 мая 2001 года ему было присвоено воинское звание «адмирал».

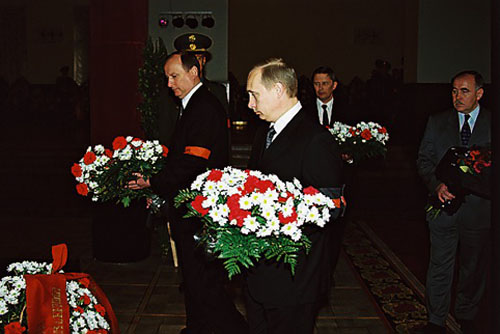
Владимир Путин и Николай Патрушев на похоронах Г. А. Угрюмова

На следующий день, 31 мая 2001 года, адмирал Угрюмов скончался от сердечного приступа в своём рабочем кабинете на территории штаба российской военной группировки в посёлке Ханкала Чеченской республики. По сообщениям СМИ, при вскрытии были обнаружены следы 7 микроинфарктов. Похоронен в Москве на Троекуровском кладбище.
9 декабря 2002 года «Новая газета» опубликовала открытое письмо Юсуфа Крымшамхалова и Тимура Батчаева, карачаевских подозреваемых во взрывах жилых домов в Москве и Волгодонске в 1999 году, в комиссию по расследованию этого события. В письме утверждалось, что Угрюмов руководил терактом по поручению ФСБ, и содержалось интервью с одним из главных сторонников этой теории, историком Юрием Фельштинским. Фельштинский передал письмо в газету и заявил, что Угрюмов покончил жизнь самоубийством, возможно, под давлением ФСБ.

## Награды
- Герой Российской Федерации (звание присвоено Указом Президента Российской Федерации от 20 декабря 2000 года за мужество и героизм, проявленные при исполнении воинского долга)[3]
- Орден «За военные заслуги»,
- Орден «Знак Почёта» (1989),
- Медали, в том числе «За отвагу на пожаре» (1974), «За отличие в охране государственной границы СССР» (1985),
- Нагрудный знак «Почётный сотрудник контрразведки» (1997 г.),
- Нагрудный знак «За службу в контрразведке» III и II степени.

## Память

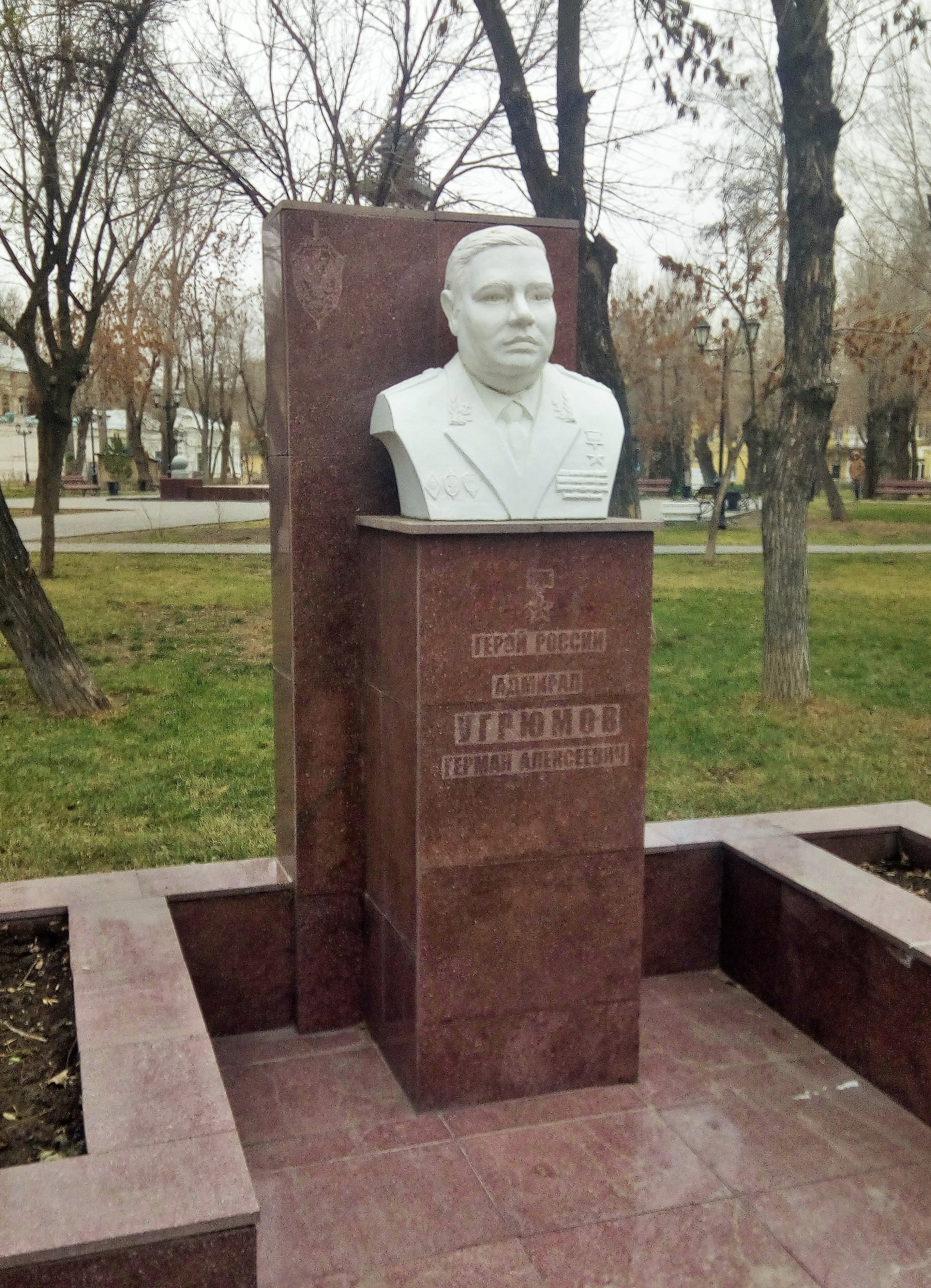
Памятник Г. А. Угрюмову в Морском саду в Астрахани

- Приказом Главнокомандующего ВМФ России от 30 августа 2001 года боевому кораблю Каспийской военной флотилии — базовому тральщику БТ-244 присвоено наименование «Герман Угрюмов»[4].
- Решением Собрания депутатов Чебаркульского муниципального района 20.11.2014 года Бишкильской средней общеобразовательной школе присвоено имя Героя России адмирала Г. А. Угрюмова.
- В городе Астрахани его имя носит улица в Трусовском районе.
- В Астрахани, в Морском саду, 14 сентября 2006 года открыт памятник[5].
- В Новороссийске установлен памятник-барельеф и названа улица.
- Улицы во Владивостоке, в селе Дахадаевка в Кумторкалинском районе Дагестана.
- В Грозном в честь Угрюмова была переименована улица и установлен памятник.
- В Михайловске открыт памятник адмиралу Г. Угрюмову[6]
- 17 декабря 2018 года почтой России была выпущена почтовая марка из серии «Герои контрразведчики. Герой Российской Федерации» с изображением Г. А. Угрюмова. К выпуску марки также был подготовлен конверт первого дня и штемпель специального гашения для Москвы[7].
- 10 октября 2020 года в Пятигорске открыт памятник Угрюмову на набережной его имени[8].
- 10 октября 2020 года в Москве в поселении Воскресенское Новомосковского административного округа открыт памятник Угрюмову на улице его имени[9].
- В апреле 2021 года на судостроительном заводе «Алмаз» в Санкт-Петербурге спущен на воду патрульный корабль проекта 22120 2-го ранга «Адмирал Угрюмов». Несёт службу в частях Береговой охраны ФПС России на Дальнем Востоке.